# Xenaprostocetus pungens
Xenaprostocetus pungens är en stekelart som beskrevs av Graham 1987. Xenaprostocetus pungens ingår i släktet Xenaprostocetus och familjen finglanssteklar.
Artens utbredningsområde är Tjeckien. Inga underarter finns listade i Catalogue of Life.